# Kappadokien

Karta över östra Medelhavet och angränsande länder, med Kappadokien markerat i rött.

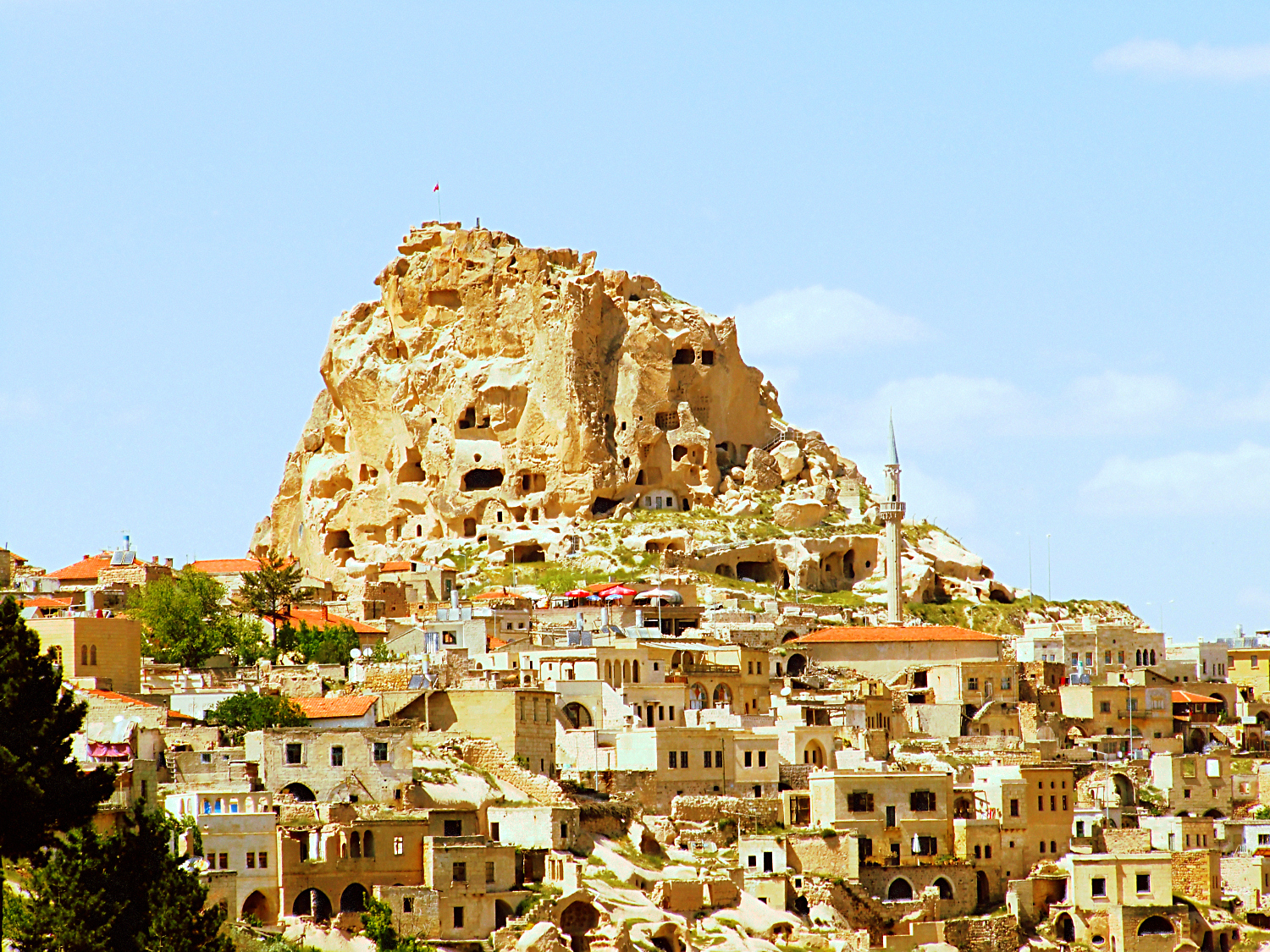
Üçhisar, ursprungligen en typisk klippstad i Kappadokien som fått tillskott av modern bebyggelse vid bergsfoten.

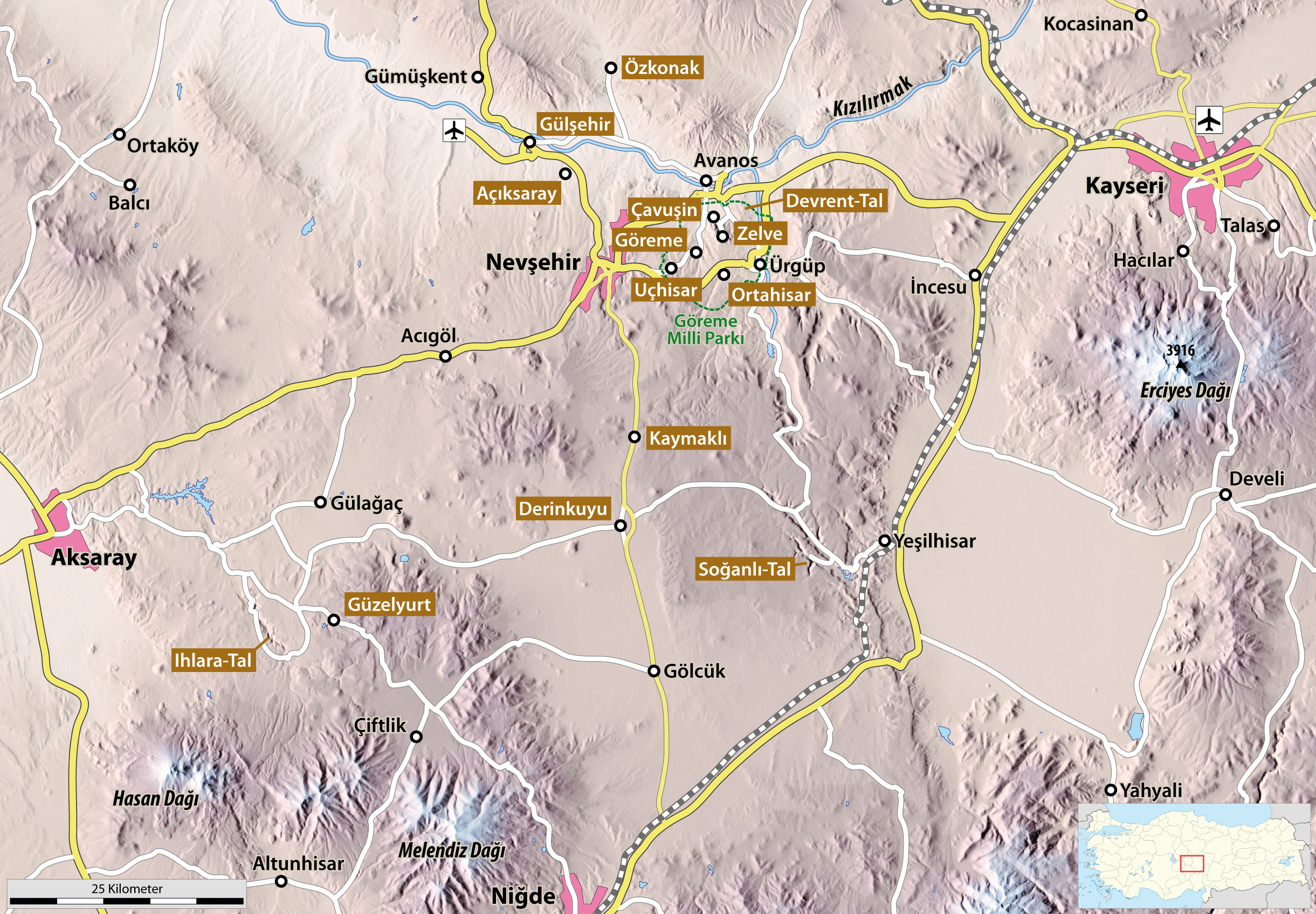
Platser av intresse för turister

Kappadokien (turkiska: Kapadokya, grekiska: Καππαδοκία, Kappadokia, latin: Cappadocia, fornpersiska: Katpatuka) är ett landskap som ligger i östra och centrala Turkiet, cirka 350 km sydost om Ankara. Kappadokien var en forntida region i centrala Mindre Asien, mellan Svartahavskusten i norr och Taurusbergen i söder samt floderna Halys i väster och Eufrat i öster. Kappadokien är sedan 1985 med på Unescos världsarvslista.

## Geografi
Kappadokien upptas till stor del av berg, bland vilka Argaios (dagens Erciyes) och Antitaurus är de högsta. Det gamla namnet Argaios har gett namn åt Mons Argaeus på månen.
Göreme nationalpark och tuffstensformationerna i Kappadokien är idag omtyckta utflyktsmål för turister.

## Historia
Omkring 1600 f.Kr. tillhörde området hettiterna med huvudstaden Hattusa. Området hade ett strategiskt läge vid Sidenvägen. På 500-talet f. Kr. blev landet en persisk satrapi och den förste kände satrapen var Ariarathes I. Alexander den store erövrade Kappadokien 322 f. Kr. och efter hans död styrdes landet av seleukiderna. Omkring 260 f.Kr. blev området ett självständigt rike som regerades av Ariarathes I:s efterkommande.
Den romerske härföraren Markus Antonius erövrade området 36 f.Kr. Det gjordes till romersk provins under kejsar Tiberius och var en viktig del av Östromerska riket fram till slaget vid Manzikert 1071 då det erövrades av seldjukerna och tillhörde senare Osmanska riket.
De forntida invånarna kallades av den grekiske historikern Herodotos "vita syrier" (leukosyroi). Området var tidigt kristet. De Kappadokiska fäderna kallas kyrkofäderna och teologerna Basileios den store, Gregorios av Nazianzos och Gregorios av Nyssa som var verksamma i Kappadokien på 300-talet.